# Sarah Greene
Sarah Greene, född 24 juli 1984 i Glanmire, är en irländsk skådespelare.
Greene har bland annat medverkat i TV-serierna Normala människor och Sexy Beast. Hon har även medverkat i filmen Bränd.

## Filmografi (i urval)
- 2015 – Bränd
- 2019 – Dublin Murders (TV-serie)
- 2020 – Normala människor (TV-serie)
- 2022 – Bad Sisters (TV-serie)
- 2024 – Sexy Beast (TV-serie)